# Tổ chức Hàng hải Quốc tế
Tổ chức Hàng hải Quốc tế (tên tiếng Anh viết tắt là IMO), trước đây gọi là Tổ chức Tham vấn Hàng hải liên Chính phủ (IMCO), được thành lập tại Geneva năm 1948, và bắt đầu có hiệu lực mười năm sau, cuộc họp lần đầu tiên vào năm 1959. Tên IMCO đã được thay đổi thành IMO năm 1982.
Trụ sở chính tại London, Vương quốc Anh, IMO là một cơ quan chuyên môn của Liên Hợp Quốc với 175 quốc gia thành viên và ba thành viên Liên kết. Mục đích chính của IMO là phát triển và duy trì một khuôn khổ pháp lý cho việc vận chuyển và giải quyết các vấn đề gồm: An toàn, môi trường, vấn đề pháp lý, kỹ thuật, hợp tác, an ninh hàng hải và hiệu quả của vận chuyển. IMO được quy định bởi một hội của các thành viên và là tài chính được quản lý bởi một Hội đồng thành viên được bầu từ các hội. Công việc của IMO được thực hiện thông qua các uỷ ban và các năm được hỗ trợ bởi các tiểu ban kỹ thuật. Tổ chức thành viên Liên Hợp Quốc và gia đình tổ chức Liên Hợp Quốc có thể giám sát tố tụng của IMO. Tư cách quan sát được cấp cho các tổ chức phi chính phủ đủ điều kiện.
IMO được hỗ trợ bởi một ban thư ký thường trực của nhân viên đại diện của các thành viên. Ban thư ký là sáng tác của một Tổng thư ký là người kỳ hội bầu chọn, và các bộ phận khác nhau như những người chịu trách nhiệm về an toàn hàng hải, bảo vệ môi trường, và một phần hội nghị.